# Longe (arrampicata)

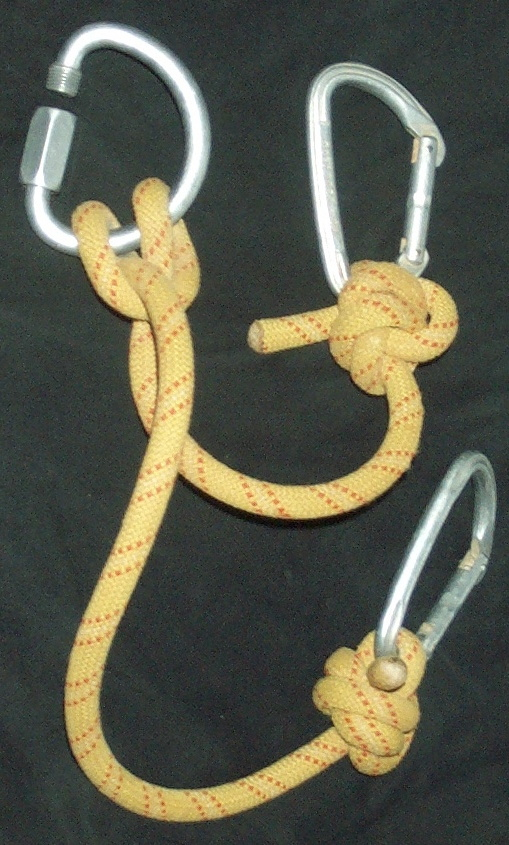
Longe usata in speleologia

La longe è un dispositivo di protezione individuale utilizzato in alpinismo, arrampicata e speleologia, solitamente costituito da uno spezzone di corda o da una fettuccia, eventualmente divisi in più rami, vincolati all'imbrago e ad uno o più moschettoni. Essa può essere costruita dall'utilizzatore stesso, oppure acquistata; per alcuni utilizzi le longe acquistate sono ritenute più sicure.

## Descrizione
I moschettoni possono essere collegati ad un punto di ancoraggio, di modo da prevenire una caduta accidentale dell'operatore, oppure ai materiali (ad esempio piccozze, ramponi, moschettoni, ecc) al fine di non perderli nel caso dovessero cadere. Nel primo caso la libertà di movimento della persona assicurata tramite longe è ridotta alla lunghezza dello spezzone di corda, fintanto che questa rimane vincolata all'ancoraggio.
Le longe sono utilizzate per:
- discesa in corda doppia[1]
- percorrere una corda fissa[2]
- percorrere una via ferrata
- manovre di autosoccorso[3]
- manovre di soccorso[4]

In ambito alpinistico il diffuso utilizzo delle longe ha provocato la nascita del neologismo "allongiare", indicante l'atto di assicurarsi con una longe.

## Tipi di longe
La manualistica del Club Alpino Italiano prevede due differenti modi per realizzare una longe.
1. Con uno spezzone di corda di lunghezza non inferiore ai 3 metri, passando un capo dello spezzone negli anelli inferiore e superiore dell'imbragatura (similmente alla classica legatura di cordata) per creare due rami di corda, uno decisamente più lungo dell'altro (con un rapporto tra i due rami di circa 2/3 e 1/3). Quindi si realizza un nodo delle guide con frizione (cosiddetto "nodo a otto ripassato") in prossimità dell'imbragatura per "chiudere" la longe. Dei due rami di corda così ottenuti, il più lungo è destinato all'autoassicurazione, fissando nella sua parte terminale un moschettone a ghiera; il più corto è invece da destinare al freno discensore.
2. Con un anello di fettuccia in dyneema di lunghezza non inferiore a 1,40 metri, passato negli anelli inferiore e superiore dell'imbragatura (similmente alla classica legatura di cordata) e subito chiuso con un nodo bulino. Sul lungo anello di fettuccia, così fissato all'imbragatura, viene poi realizzato un nodo in prossimità dell'imbragatura stessa. In questo modo si dispone di due anelli di fettuccia contigui, separati da tale nodo: il primo anello (quello più prossimo all'imbragatura) è destinato al freno discensore; il secondo anello è invece riservato, nella sua estremità terminale, per l'inserimento del moschettone a ghiera dell'autoassicurazione.